# Uroz
Uroz (Urotz en euskera y cooficialmente) una entidad de población española del municipio de Lizoáin-Arriasgoiti, perteneciente a la Comunidad Foral de Navarra.

## Historia
Hacia mediados del siglo XIX, el lugar, ya por entonces perteneciente a Lizoáin, tenía contabilizada una población de 64 habitantes. Aparece descrito en el decimoquinto volumen del Diccionario geográfico-estadístico-histórico de España y sus posesiones de Ultramar de Pascual Madoz con las siguientes palabras:

UROZ: l. del ayunt. y valle de Lizoain, en la prov. y c. g. de Navarra, part. jud. de Aoiz (2 leg.), aud. terr. y dióc. de Pamplona (3): sit. en llano; clima frio; reinan los vientos N. y S., y se padecen inflamaciones y catarros. Tiene 9 casas; igl. parr. de entrada (La Concepcion) servida por un abad de provision de los vec.; cementerio junto á la igl., y para el surtido del público una fuente de aguas comunes. El térm. se estiende de N. á S. 1/2 leg., y de E. á O. 3/4, y confina N. Mendioroz; E. Lizoain; S. Urroz, y O. Yelz. comprendiendo dentro de su circunferencia dos sotos con robles y fresnos. El terreno es de mediana calidad para la cria de cereales, y secano. caminos: los que dirigen á los pueblos limítrofes: el correo se recibe de Uroz por balijero los martes y viernes. prod.: trigo, avena, maiz, algo de vino y legumbres; cria de ganado vacuno, mular y lanar; caza de perdices y liebres. pobl.: 9 vec., 64 alm. riqueza con el valle (V.).
(Madoz, 1849, p. 229)

En 2022, tenía empadronados 52 habitantes.